# 中谷村 (福島県)
中谷村（なかたにむら）は福島県石川郡にかつて存在した村である。

## 地理
- 現在の石川町の東部に位置する。
- 阿武隈高地に位置し、村域は山がちな地形になっている。
- 村内は阿武隈川の支流が流れる。

## 歴史

### 村域の変遷
- 1889年（明治22年）4月1日 - 町村制施行により、双里村・形見村・谷沢村・谷地村・坂路村・中田村が合併し石川郡中谷村が発足。
- 1955年（昭和30年）3月31日 - 中谷村は石川町・沢田村・野木沢村・母畑村・山橋村が合併し石川町が発足。中谷村は消滅。

変遷表
| 1868年 以前 | 1868年 以前 | 明治9年 | 明治22年 4月1日 | 昭和30年 3月31日 | 現在   |
| ----------- | ----------- | ------- | --------------- | ---------------- | ------ |
|             | 双里村      | 双里村  | 中谷村          | 石川町           | 石川町 |
|             | 形見村      |         | 中谷村          | 石川町           | 石川町 |
|             | 谷沢村      |         | 中谷村          | 石川町           | 石川町 |
|             | 谷地村      |         | 中谷村          | 石川町           | 石川町 |
|             | 坂路村      |         | 中谷村          | 石川町           | 石川町 |
|             | 中田村      | 中田村  | 中谷村          | 石川町           | 石川町 |
|             | 上中田村    | 中田村  | 中谷村          | 石川町           | 石川町 |

## 人口・世帯

### 人口
総数 [単位： 人]
| 1891年（明治24年） | 2,155 |
| 1920年（大正 9年） | 3,113 |
| 1935年（昭和10年） | 3,568 |

### 世帯
総数 [単位： 世帯]
| 1920年（大正 9年） | 500 |
| 1935年（昭和10年） | 610 |